# Chain Home
Chain Home, ou CH, foi um sistema militar de radares na Grã-Bretanha, construído pela Real Força Aérea antes e durante a Segunda Guerra Mundial para detectar e seguir aeronaves. O termo também se refere ao equipamento de radar em si, até ter sido baptizado oficialmente como Air Ministry Experimental Station Type 1 (AMES Type 1) em 1940. O Chain Home foi a primeira rede de radares do mundo, e a primeira militar a tornar-se operacional e a ser usada. Contribuiu fortemente para a vitória do Reino Unido na Batalha da Grã-Bretanha durante a Segunda Guerra Mundial.